# Karnaval
Karnaval (russisk: Карнавал) er en sovjetisk spillefilm fra 1981 af Tatjana Lioznova.

## Medvirkende
- Irina Muravjova som Nina Solomatina
- Jurij Jakovlev som Mikhail Solomatin
- Klara Lutjko som Josephine Viktorovna
- Aleksandr Abdulov som Nikita
- Vera Vasiljeva
- Aleksandr Mikhajlov som Remizov